# Cratere Wichmann

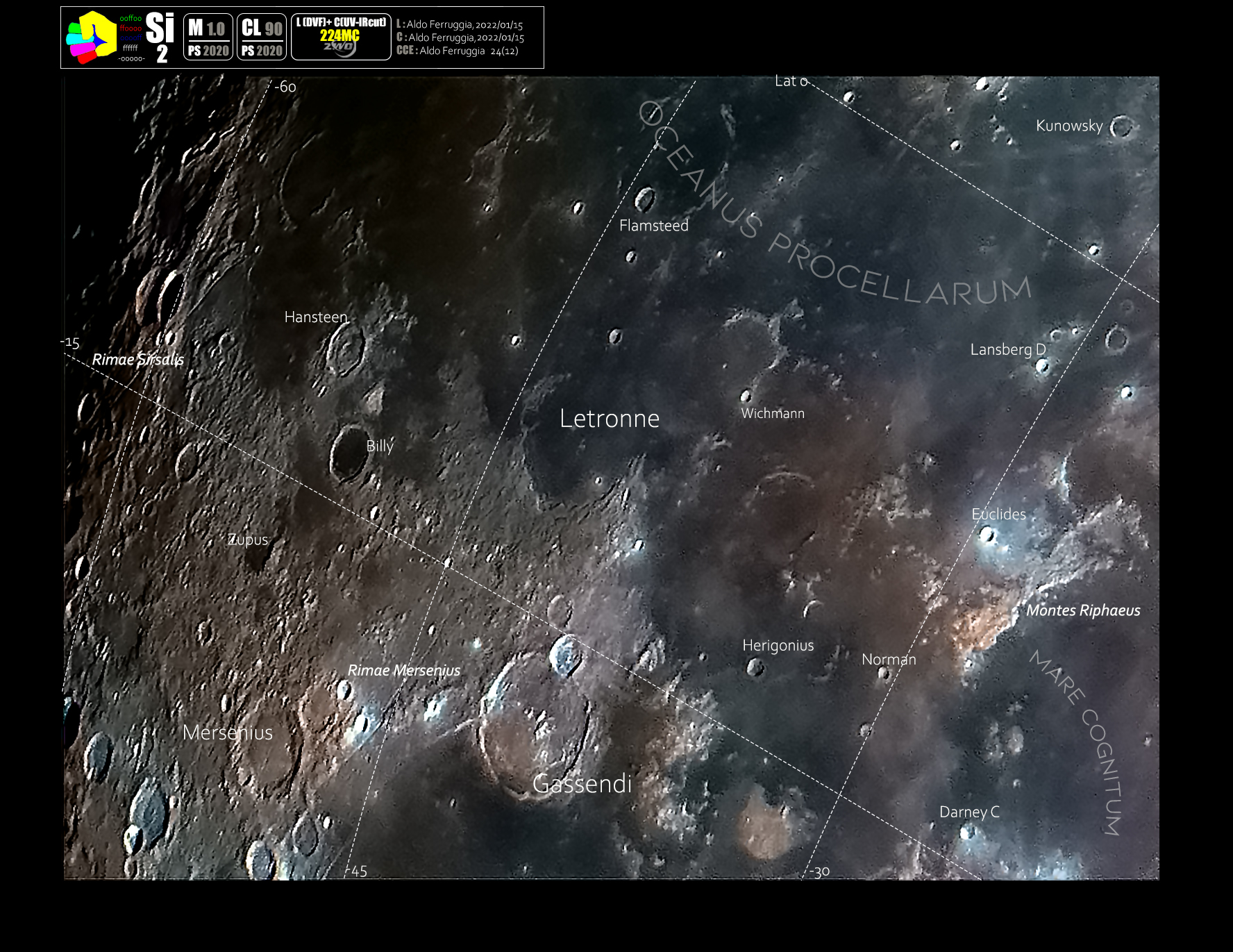
Il cratere(al centro) in un'Immagine Selenocrocatica (Si)

Wichmann è un cratere lunare di 9,77 km situato nella parte sud-occidentale della faccia visibile della Luna.